# هولاند (مغني)
هولاند (هانغل: 홀랜드) هو مغني كوري جنوبي، ولد في 4 مارس 1996 في دايغو في كوريا الجنوبية.

## وصلات خارجية
- هولاند على موقع ميوزك برينز (الإنجليزية)